# All Saints Church (Leipzig)

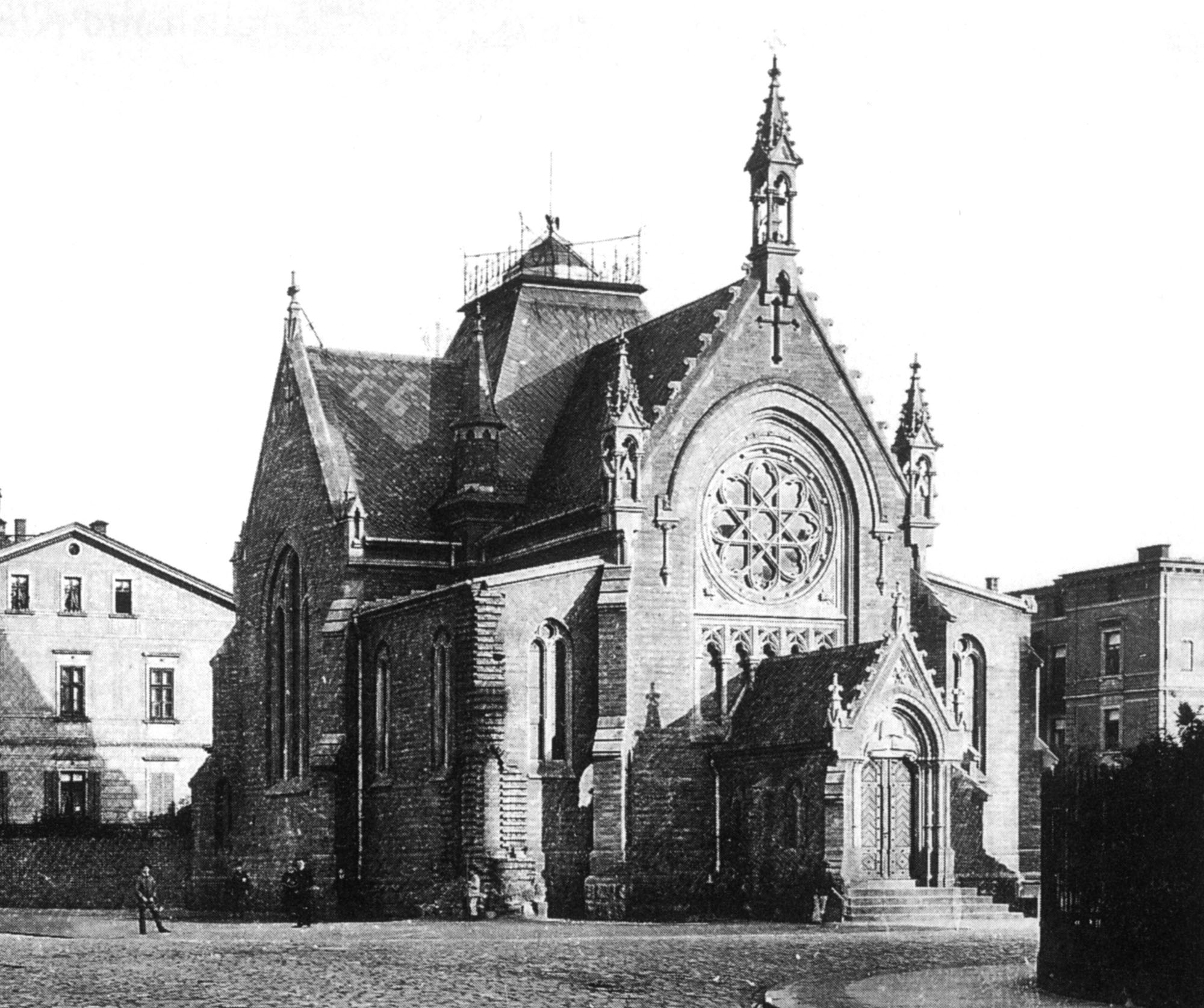
All Saints Church in Leipzig, um 1900

Die All Saints Church zu Leipzig – auch Church of the Ascension, All Saints’ English and American Episcopal Church, eingedeutscht Anglikanische Kirche sowie Anglo-amerikanische Kirche – war ein anglikanisches Kirchengebäude im Bachviertel.

## Geschichte der Kirche

### Anglikanische Gemeinde
Im 19. Jahrhundert lebten in der Kultur- und Messestadt Leipzig eine große Anzahl englischer und US-amerikanischer Künstler, Studenten und Geschäftsleute. Daher gab es bereits ab 1862/64 für die anglo-amerikanische Community erste bzw. regelmäßige anglikanische Gottesdienste. Anfangs wurden dafür noch die evangelisch-lutherische Thomaskirche am Thomaskirchhof und das Conservatorium der Musik im Musikviertel in Anspruch genommen. Um dem Abhilfe zu schaffen, wurde 1870 der sächsische Architekt Oskar Mothes mit Kirchenbauplanungen beauftragt. Seine Entwürfe für das Bauvorhaben wurden für die von 1876 bis 1877 errichtete Anglikanische St.-Lukas-Kirche im böhmischen Karlsbad herangezogen (quasi als „Zwillingsschwester“), was möglicherweise den Baubeginn in Leipzig verzögerte. Deren Kirchweihe war am 24. Juni 1877.

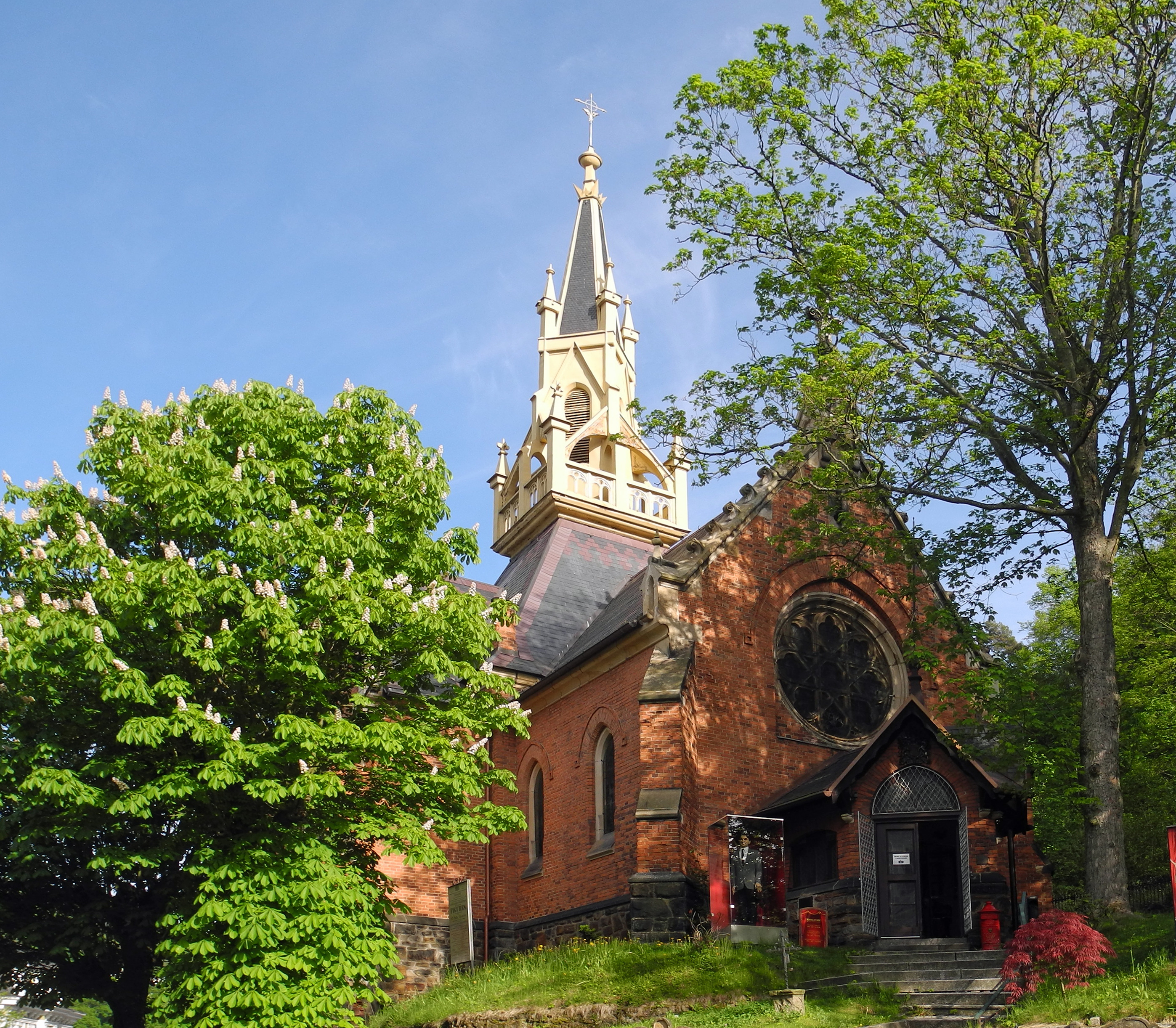
Zwillingsschwester: Die Anglikanische St.-Lukas-Kirche im damaligen Karlsbad

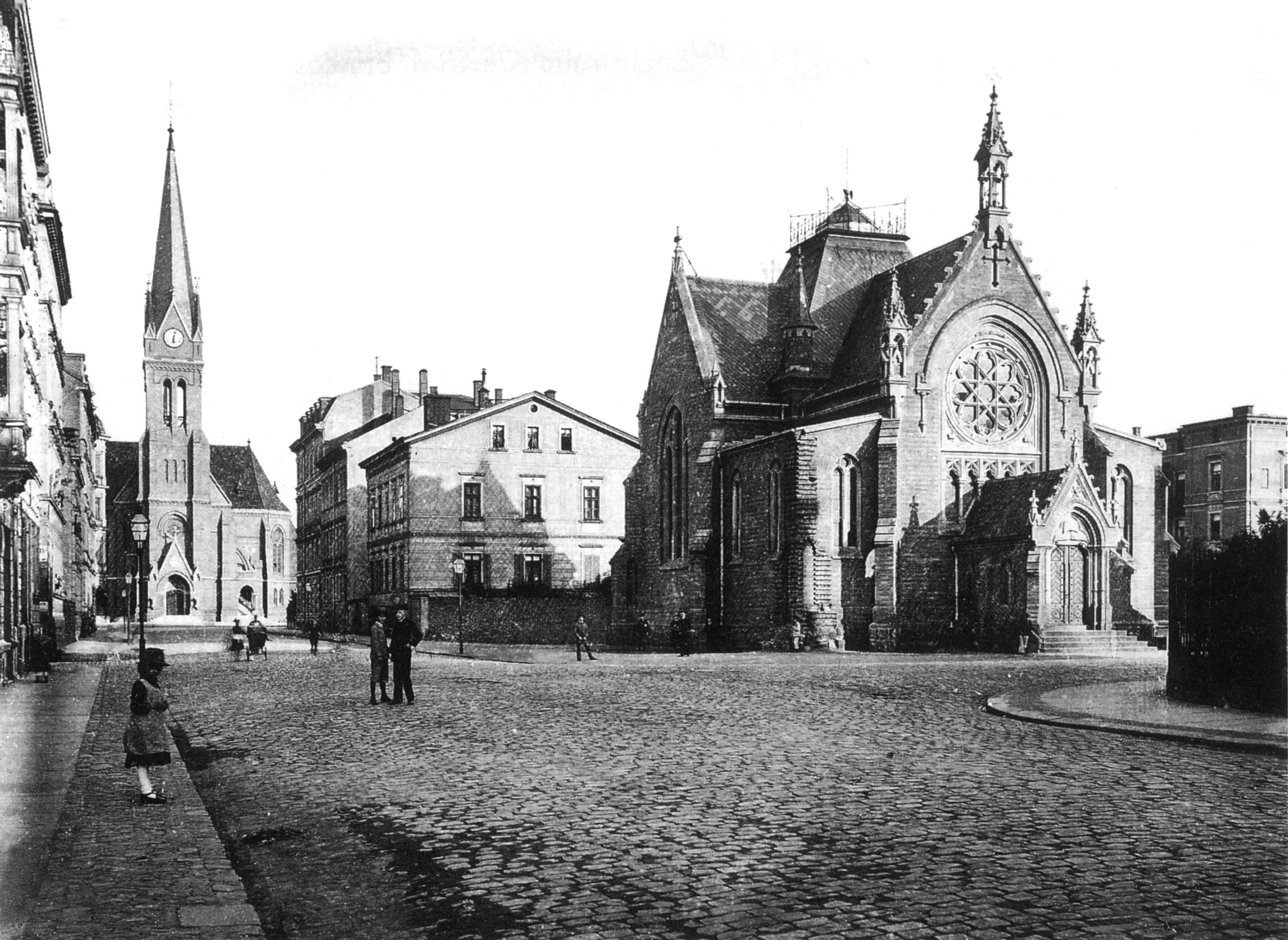
Die Kirche in Leipzig, Sebastian-Bach-Straße 1 Ecke Schreberstraße, Ansicht von Nord-Westen, links die Lutherkirche auf dem ursprünglich für die anglikanische Kirche vorgesehenen Bauplatz

Die Stadt Leipzig überließ der anglikanischen Gemeinde 1883 Baugrund in der Bismarckstraße (nachmalige Ferdinand-Lassalle-Straße) am nordwestlichen Ende des Johannaparks. Aufgrund der repräsentativen Lage aber tauschten die Verantwortlichen den Bauplatz wenig später mit dem Platz der nahe gelegenen und gleichzeitig entstandenen evangelisch-lutherischen Lutherkirche an der Ecke Sebastian-Bach-Straße/Schreberstraße. Im Mai 1884 erfolgte schließlich unter Anwesenheit des anglikanischen Bischofs für Nord- und Zentraleuropa, Jonathan Titcomb, und Persönlichkeiten der Stadt die feierliche Grundsteinlegung. Die anglo-amerikanische Kirche wurde mit Unterstützung des britischen und des US-amerikanischen Konsulats verwirklicht. Im Juni 1885 fand die Kirchweihe für Church of the Ascension (Himmelfahrtskirche) statt, später wurde der Name in All Saints Church (Allerheiligenkirche) geändert.
Mothes orientierte sich bei seinen Plänen am Early English Style, der englischen Frühgotik. Der Grundriss der Kirche war einem lateinischen Kreuz ähnlich. Im Langhaus befanden sich Seitenschiffe. Über dem Kirchenschiff ragte ein hoher hölzerner Dachstuhl. Die Front an der Sebastian-Bach-Straße war mit einer Fensterrose ausgeschmückt, eine lange Vorhalle schloss sich an den Eingangsbereich an. Ein ursprünglich angedachter Kirchturm im linken Eingangsbereich wurde nicht mehr verwirklicht.
Die Anglo-amerikanische Kirche beherbergte eine Orgel. Von 1894 bis 1898 war Thomas James Crawford hier Organist.
Mit Kriegsausbruch 1914 löste sich die aktive Gemeinde auf.

### Nachnutzung und Kriegszerstörung
In der Weimarer Republik wurde das Gebäude von einer deutschen Freikirche, der Pfingstgemeinde „Christliche Gemeinde e. V.“, genutzt. Bei den alliierten Luftangriffen auf Leipzig vom 4. Dezember 1943 und im Frühjahr 1945 wurde das Gotteshaus ebenso wie auch andere Bereiche des südlichen Bachstraßenviertels schwer beschädigt. Nach dem Zweiten Weltkrieg wurde es bis zur Sprengung noch kurzzeitig als Materiallager genutzt – somit ließ dessen Beschädigung diese Art von Nutzung noch zu. Sie teilt somit das Schicksal von einigen Ehemaligen Kirchen in Leipzig. Offen ist, wer zum Zeitpunkt der Kirchensprengung Eigentümer des Sakralbaus gewesen ist.

## Gegenwart: Forum Thomanum
In den 2000er Jahren wurde das einstige Kirchengelände in den Bildungscampus Forum Thomanum integriert: Auf der Fläche entstand die Grundschule forum thomanum.

## Gemeinde „Leipzig English Church“
Erst nach der Friedlichen Revolution in der DDR gründete sich 1995 mithilfe der britischen Missionsgesellschaft wieder eine neue Gemeinde englischsprachiger Christen unter dem Namen Leipzig English Church (LEC), die der Church of England zugehörig ist und von der Intercontinental Church Society unterstützt wird. Außerdem ist sie Mitglied der Arbeitsgemeinschaft Anglikanisch-Episkopaler Gemeinden in Deutschland, der Arbeitsgemeinschaft Christlicher Kirchen in Deutschland und der Deutschen Evangelischen Allianz.
Die Kirchgemeinde hält ihre Gottesdienste seit 2012 wieder im Gemeindehaus der Andreaskirche. Seit 2014 findet außer dem englischsprachigen auch ein deutschsprachiger Gottesdienst statt. Treibende Kraft hierbei war Revd. Canon Martin Reakes-Williams, der bis November 2021 Pastor dieser Gemeinde war. Der Verein der Freunde der anglikanischen Gemeinde in Leipzig e. V. sitzt in der Shakespearestraße 53, wo sich auch das Gemeindebüro befindet.